# Háöldur
Háöldur är några kullar på Island. De ligger i Norðurland eystra, i den centrala delen av landet, 190 km nordost om huvudstaden Reykjavik.
Trakten ingår i den boreala klimatzonen. Årsmedeltemperaturen i trakten är −3 °C. Den varmaste månaden är juni, då medeltemperaturen är 7 °C, och den kallaste är januari, med −12 °C.